# Эс-Сакакини

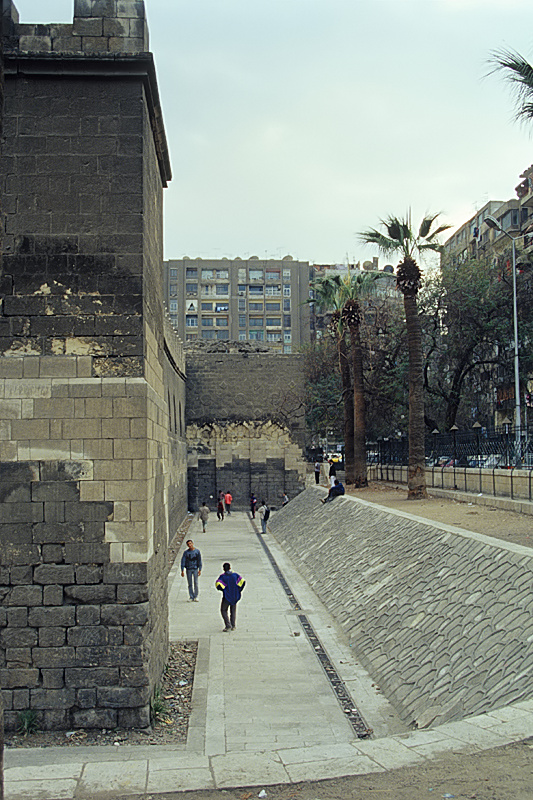
Каирская мечеть Бейбарс в районе Эс-Сакакини

Эс-Сакакини (араб. السكاكيني‎) небольшой район (квартал) в Каире, Египет. Находится между районами Эз-Захир и Аббасия.
Территория квартала Сакакини первоначально была частью района Эз-Захир. Район был назван в честь богатой и знаменитой семьи сирийского происхождения проживавшей в районе Эз-Захир. Габриэль Хабиб Сакакини Паша (1841—1923) в 1897 году построил дворец и церковь в этом районе. Кроме того, Сакакини Паша создали общину греко-католического Патриархата в Фагале и греко-католическое кладбище в Старом Каире. Где был похоронен сам в гробнице выполненной в византийском стиле. В данный момент дворец Сакакини нуждается в реставрации. Историки опасаются, что процесс реставрации затянется и что дворец Сакакини-паши еще долго будет оставаться в нынешнем плачевном состоянии. Правительство Египта пока не может признать дворец памятником национального наследия.